# Hedwig van Nordgau
Hedwig van Nordgau (937 – 13 december na 993) is de naam die vaak wordt gegeven aan de echtgenote van Siegfried van Luxemburg waar ze rond 950 mee trouwde. Haar afkomst is niet met zekerheid bekend. Er zijn twee genoemde mogelijkheden:
1. dochter van graaf Eberhard IV van de Nordgau, graaf van de Elzasser Nordgau, en Luitgard van Lotharingen. Pro: Eberhard was graaf in de Elzas, en dat is relatief dicht bij Luxemburg. Contra: Siegfried zou dan haar oom zijn geweest, en dat zou dit huwelijk praktisch onmogelijk hebben gemaakt.
2. dochter van Berthold van Schweinfurt, onder andere graaf van de Beierse Nordgau. Pro: verklaart de Beierse connecties van hun kinderen. Contra: de afstand, en zijn enige bekende vrouw (Heliksuinda van Walbeck) was te jong om moeder van Hedwig te zijn - maar mogelijk was er een eerdere echtgenote.

Siegfried en Hedwig de volgende kinderen:
- Hendrik, graaf van Luxemburg en hertog van Beieren
- Luitgard, getrouwd met graaf Arnulf van Gent, een Friese graaf
- Siegfried
- Frederik, vader van de latere graven Hendrik II en Giselbert
- Diederik, bisschop van Metz
- Kunigunde (ovl. Kaufungen, 3 maart 1033), echtgenote van keizer Hendrik II, begraven in de kathedraal van Bamberg
- Alberada
- Giselbert, gesneuveld te Pavia, 18 mei 1004.
- Adalbero, aartsbisschop van Trier
- Eva, getrouwd met graaf Gerard van de Elzas
- Ermentrude, abdis
- onbekende dochter, gehuwd met graaf Dietmar, voogd van het Mariaklooster te Koblenz. Ouders van Oda, eerste abdis van het klooster van Kaufungen dat door haar tante Kunigunde werd gesticht.